# Loa (Utah)
Loa é uma cidade  localizada no estado norte-americano de Utah, no Condado de Wayne.

## Demografia
Segundo o censo norte-americano de 2000, a sua população era de 525 habitantes.
Em 2006, foi estimada uma população de 515, um decréscimo de 10 (-1.9%).

## Geografia
De acordo com o United States Census Bureau tem uma área de
2,3 km², dos quais 2,3 km² cobertos por terra e 0,0 km² cobertos por água. Loa localiza-se a aproximadamente 2153 m acima do nível do mar.

## Localidades na vizinhança
O diagrama seguinte representa as localidades num raio de 36 km ao redor de Loa.